# Höhndorf
Höhndorf település Németországban, Schleswig-Holstein tartományban. Lakosainak száma 490 fő (2023. december 31.).

## Népesség
A település népességének változása:
| Lakosok száma | 356  | 412  | 432  | 453  | 472  | 490  |
|               | 1975 | 2017 | 2019 | 2021 | 2022 | 2023 |